# 2006 en Finlande
Chronologie de la Finlande
- 2002
- 2003
- 2004
- 2005
- 2006
- 2007
- 2008
- 2009
- 2010

Cette page concerne les évènements survenus en 2006 en Finlande ou qui concernent ce pays :

## Événements

### Janvier
- 1er janvier : unification des municipalités de Rovaniemi et de Rovaniemen maalaiskunta.
- 15 et 29 janvier : élection présidentielle finlandaise de 2006. elle a vu la réélection de Tarja Halonen au poste de Président de la Finlande pour un second mandat de six ans.

### Février
- 11 février : l’animateur de talk-show américain Conan O’Brien arrive en Finlande pour filmer des scènes de son émission.
- 26 février : la cérémonie de clôture des Jeux olympiques d'hiver de 2006 a eu lieu à Turin. La Finlande n'a pas remporté de médaille d'or, mais a tout de même décroché six médailles d'argent et trois de bronze. Les précédentes fois où la Finlande n'avait pas remporté de médaille d'or étaient aux Jeux d'hiver de Sapporo (1972) et de Lillehammer (1994), ainsi qu'aux Jeux d'été d'Athènes (2004).

### Mars
- 9 mars : UPM a annoncé qu'elle allait licencier 3 600 employés, dont 3 000 en Finlande, et le cours de l'action de la société a immédiatement augmenté d'environ 4 %.
- 16 mars : le Parlement a décidé qu’à l’avenir, la Finlande pourra également participer à des tâches de gestion de crise qui ne relèvent pas d’un mandat de l’ONU.
- 29 mars : une éclipse solaire partielle a été visible en Finlande. 44 % du diamètre du Soleil a été couvert à Helsinki. L'éclipse a été entièrement visible en Turquie, entre autres.

### Avril
- 1er avril : la députée SDP Sinikka Mönkäre est devenue PDG de l'Association des machines à sous (fi) et a quitté le Parlement. Mönkäre avait été ministre des Affaires sociales et de la Santé jusqu'à fin septembre 2005, devenant ainsi la femme à avoir occupé ce poste le plus longtemps en Finlande (3 817 jours) et ayant siégé sans interruption au Parlement depuis 1987. Sirpa Paatero est devenue la nouvelle députée.

### Mai
- 1er mai : émeutes à Helsinki après les manifestations du 1er mai aux entrepôts de VR.
- 5 mai : l’un des deux entrepôts de VR est incendié lors d’un incendie criminel, quelques jours seulement avant le début de leur démolition.
- 12 mai : l'entreprise forestière finlandaise UPM a annoncé la suppression d'environ 2 600 emplois en Finlande au cours des prochaines années. Le syndicat de l'industrie papetière finlandaise a annoncé le déclenchement d'une grève le lundi 15 mai. L'industrie forestière a condamné cet arrêt de travail[1].
- 20 mai : Lordi remporte le Concours Eurovision de la chanson 2006 à Athènes, en Grèce.

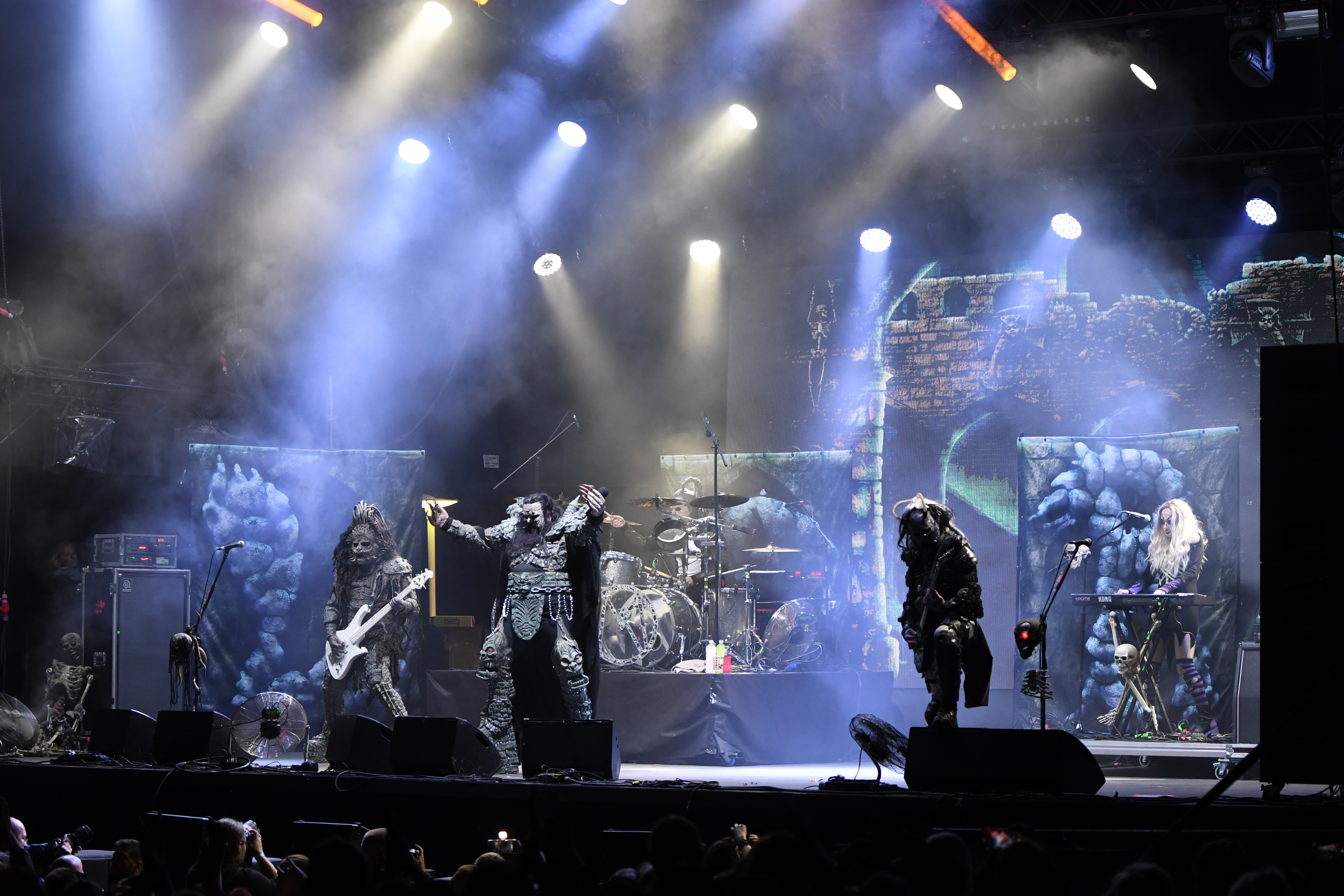
Lordi.

- 26 mai : une foule de 90 000 personnes célèbre la victoire du Concours Eurovision de la chanson 2006 sur la place du Marché d’Helsinki.
- 29 mai : un pyromane incendie le toit de la cathédrale de Porvoo, causant d’importants dégâts au bâtiment.
- 31 mai : Le double meurtrier Antti Taskinen est condamné à la prison à vie[2].

### Juin
- 10 juin : le Parti du centre finlandais élit Jarmo Korhonen, directeur exécutif du parti pour le district d'Ostrobotnie du Sud, au poste de secrétaire. L'élection de Korhonen fut perçue comme une perte de prestige pour le président du parti, Matti Vanhanen, dont les activités avaient été vivement critiquées par lui. Vanhanen lui-même avait proposé son assistant Mikko Alkio au poste de secrétaire du parti.
- 15 juin : Tuula Sariola, la veuve de l'auteur de romans policiers Mauri Sariola, a admis que son amie, la journaliste Ritva Sarkola de Mäntyharju, avait écrit les 16 romans policiers publiés sous son nom entre 1985 et 2005. L'affaire a été révélée dans le journal Kaleva par Mauno Moilanen, PDG de la nouvelle maison d'édition de Sariola, Myllylahti de Suomussalmi. L'éditeur de Sariola, Gummerus de Jyväskylä, ne soupçonnait pas que les livres de Sariola aient été écrits par quelqu'un d'autre, même si de telles rumeurs avaient circulé dans les cercles culturels.
- 28 juin : Sanoma a annoncé que Finnkino avait acquis l'intégralité de la filiale finlandaise de Sandrew Metronome. Suite à cette transaction, Helsinki Kinopalatsi et Maxim, ainsi que Turku Kinopalatsi, ont été transférés à Finnkino. Le transfert des activités à Finnkino a été annoncé immédiatement[3].

### Juillet
- 1er juillet : début de la présidence finlandaise du Conseil de l'Union européenne, c'est la deuxième présidence du Conseil de l'Union européenne effectuée par la Finlande depuis l'instauration de cette présidence en 1958.
- 12 juillet : l'archipel de Kvarken a été le premier site naturel finlandais à être inscrit sur la Liste du patrimoine mondial de l'UNESCO. L'archipel faisait partie des municipalités de Vaasa, Korsnäs, Maalahti, Maksamaa et Mustasaari et comptait environ 2 000 habitants.
- 25 juillet : Jarno Mäkinen, observateur finlandais de l’ONUST, est tué lors d’une attaque israélienne pendant le conflit israélo-libanais de 2006.

### Août
- 2 août : le tribunal de district de Vakka-Suomen a condamné le député Tony Halme à 80 jours de prison avec sursis, 30 jours d'amende et une interdiction de conduire jusqu'à fin novembre pour conduite en état d'ivresse aggravée. La conduite ayant donné lieu à cette condamnation s'était produite à Laitila en février.
- 7 août : les Championnats d'Europe d'athlétisme débutent à Göteborg. La Finlande remporte trois médailles.
- 21 août : les passeports finlandais ont été renouvelés. Tous les passeports délivrés depuis cette date incluent un identifiant biométrique et leur durée de validité a été réduite de dix à cinq ans[4].
- 24 août : le troll Rölli, joué par l'acteur Allu Tuppurainen, a été élu personnage de conte de fées finlandais le plus populaire de tous les temps lors d'un vote organisé par Yleisradio.
- 31 août : l'été record de sécheresse prend fin. Les incendies de forêt en Russie ont dégradé la qualité de l'air dans le sud de la Finlande en août[5].

### Septembre
- 10 septembre : le plus grand sommet jamais organisé en Finlande, le sommet de l'ASEM, s'est ouvert sur deux jours au Centre des expositions et des congrès d'Helsinki, avec la participation des dirigeants de 25 pays de l'UE et de 13 pays asiatiques, ainsi que des chefs de la Commission européenne. Le bilan de la réunion a été plutôt mitigé, les participants ayant principalement confirmé les décisions déjà prises lors de la conférence de Kyoto sur le climat.

### Octobre
- 22 octobre : Gordon B. Hinckley inaugure le temple d’Helsinki, en Finlande[6].
- 26 octobre : le député Seppo Lahtela quitte le Parti du centre finlandais pour rejoindre le Parti de la coalition nationale.

### Décembre
- 5 décembre : le Parlement finlandais a approuvé le Traité constitutionnel pour l'Union européenne et la loi d'application par 125 voix contre 39. Cette décision n'a eu aucune conséquence pratique, car l'entrée en vigueur de la Constitution aurait nécessité l'approbation de la loi dans tous les États membres de l'UE, et le traité avait déjà été rejeté en France et aux Pays-Bas au printemps 2005.
- 8 décembre : la seule chaîne rock de Finlande, Radio City, a fermé ses portes après 21 ans de fonctionnement.

## Sport
- Championnat de Finlande de football 2006.
- Championnat de Finlande de hockey sur glace 2005-2006.
- Championnats d'Europe de judo 2006.
- Championnats d'Europe de natation en petit bassin 2006.
- Finlande aux Jeux olympiques d'hiver de 2006.
- Championnats du monde de karaté 2006.

## Culture

### Sortie de film
- Les Européens (film, 2006).
- Le Guerrier de jade.
- Les Lumières du faubourg.
- Matti (film).
- Le Mystère du loup.
- Le Secret de l'empereur.